# The National Health
The National Health is het vierde officiële album van de Britse Indierockband Maxïmo Park. De cd verscheen in het Verenigd Koninkrijk op 11 juni 2012, drie jaar na Quicken the Heart (2009) en er werden naast een gewone, ook een speciale editie (met daarop akoestische versies) en drie singles uitgebracht. Het album werd vooral in Duitsland en het Verenigd Koninkrijk goed ontvangen. In Engeland stond het nummer Hips and Lips in de 100 Hottest Records of 2012 van Zane Lowe (BBC). Tijdens hun Europese tour van The National Health bezocht de band Nederland een keer, in de Tivoli in Utrecht.

## Tracklist
1. When I Was Wild
2. The National Health (single + ep)
3. Hips and Lips (single)
4. The Undercurrents (single)
5. Write This Down
6. Reluctant Love
7. Until The Earth Would Open
8. Banlieue
9. This Is What becomes of the brokenhearted
10. Wolf Among Men
11. Take Me Home
12. Unfamiliar Places
13. Waves Of Fear